# 스페인 해군
스페인 해군(스페인어: Armada Española)은 스페인의 군사 조직 중 하나로써, 영해 방위를 책임지고 있다.

## 역사
스페인 해군은 13세기경에 창설되었다. 대항해 시대 때는 무적 함대로 불릴 정도로 강력했으나, 16세기 말에 잉글랜드의 해적인 프랜시스 드레이크에게 어이없게 패배한 이래, 무적 함대의 자존심에 금이 가기 시작했다. 본디 스페인 해군은 전함 설계등이 영국 해군보다 우수했었으나, 혼란한 정치로 인해 일관성없는 해군 정책등으로 영국 해군에게 우위를 점할 수 없었다. 결국, 1805년에 있었던 트라팔가르 해전 때는 프랑스 해군과 함께 영국 해군에 맞서 싸웠으나, 패배하였다. 이후 1898년 미국-스페인 전쟁 때는 미국 해군보다 수적으로 불리하고, 장비 면에서도 열세여서 패배했다(당시 스페인 해군에서는 목조 전함이 많았다).

## 계급

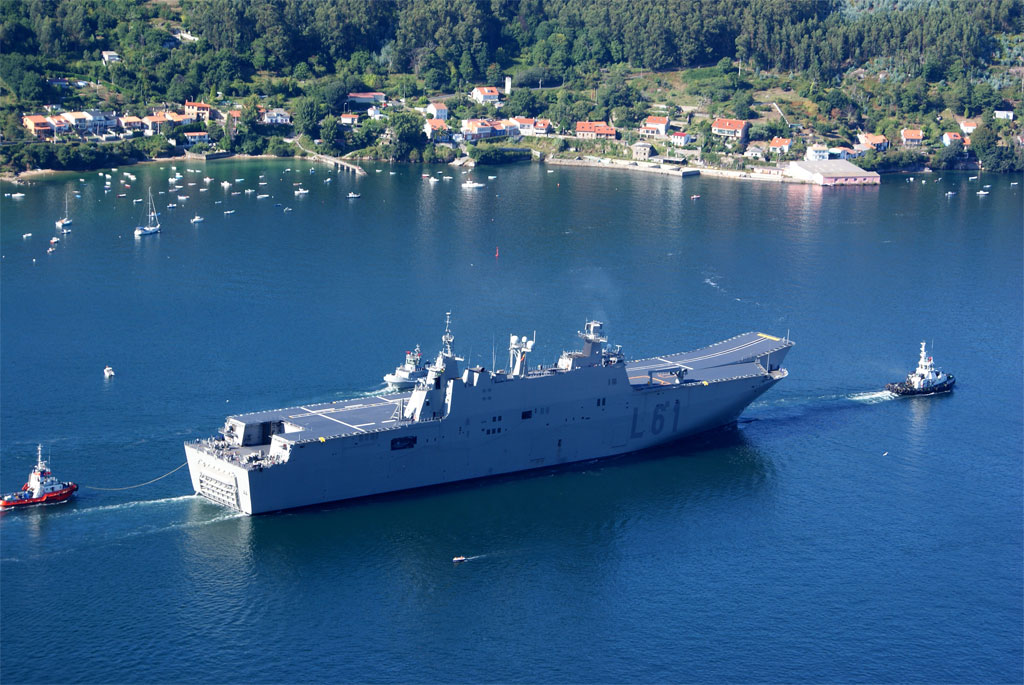
후안 카를로스 1세급 경항공모함

| 사관                |                      |  |       |
| 해군 총사령관       | Capitán General      |  | OF-10 |
| 1급 제독 (상급대장) | Almirante General    |  | OF-9  |
| 제독 (대장)         | Almirante            |  | OF-8  |
| 부제독 (중장)       | Vice Almirante       |  | OF-7  |
| 후제독 (소장)       | Contra Almirante     |  | OF-6  |
| 해군 함장 (대령)    | Capitán de Navío     |  | OF-5  |
| 프리깃 함장 (중령)  | Capitán de Fragata   |  | OF-4  |
| 코르벳 함장 (소령)  | Capitán de Corbeta   |  | OF-3  |
| 해군 정장 (대위)    | Teniente de Navío    |  | OF-2  |
| 해군 부관 (중위)    | Alférez de Navío     |  | OF-1  |
| 프리깃 부관 (소위)  | Alferez de Fragata   |  | OF-1  |
| 사관후보생          | Guardiamarina        |  | OF-D  |
| 하사관 및 준사관    |                      |  |       |
| 준위                | Subteniente          |  | OR-9A |
| 원사                | Suboficial Mayor     |  | OR-9B |
| 상사                | Brigada              |  | OR-8  |
| 일등중사            | Sargento Primero     |  | OR-7  |
| 중사                | Sargento             |  | OR-6  |
| 병                  |                      |  |       |
| 우등하사            | Cabo Mayor           |  | OR-5  |
| 일등하사            | Cabo Primero         |  | OR-4  |
| 하사                | Cabo                 |  | OR-3  |
| 일등수병 (일병)     | Marinero de 1ª clase |  | OR-2  |
| 수병 (이병)         | Marinero             |  | OR-1  |
| 견습수병            | Recluta              |  | OR-1  |

## 함정
- Juan Carlos I 경항모 1척 (27,079톤)
- Galicia급 LPD 2척 (13,815톤)
- Alvaro de Bazan급 호위함 5척 (6,391톤)
- Santa Maria급 호위함 6척 (4,017톤)
- Galerna급 잠수함 3척 (1,760톤)